# Lars Dahmén

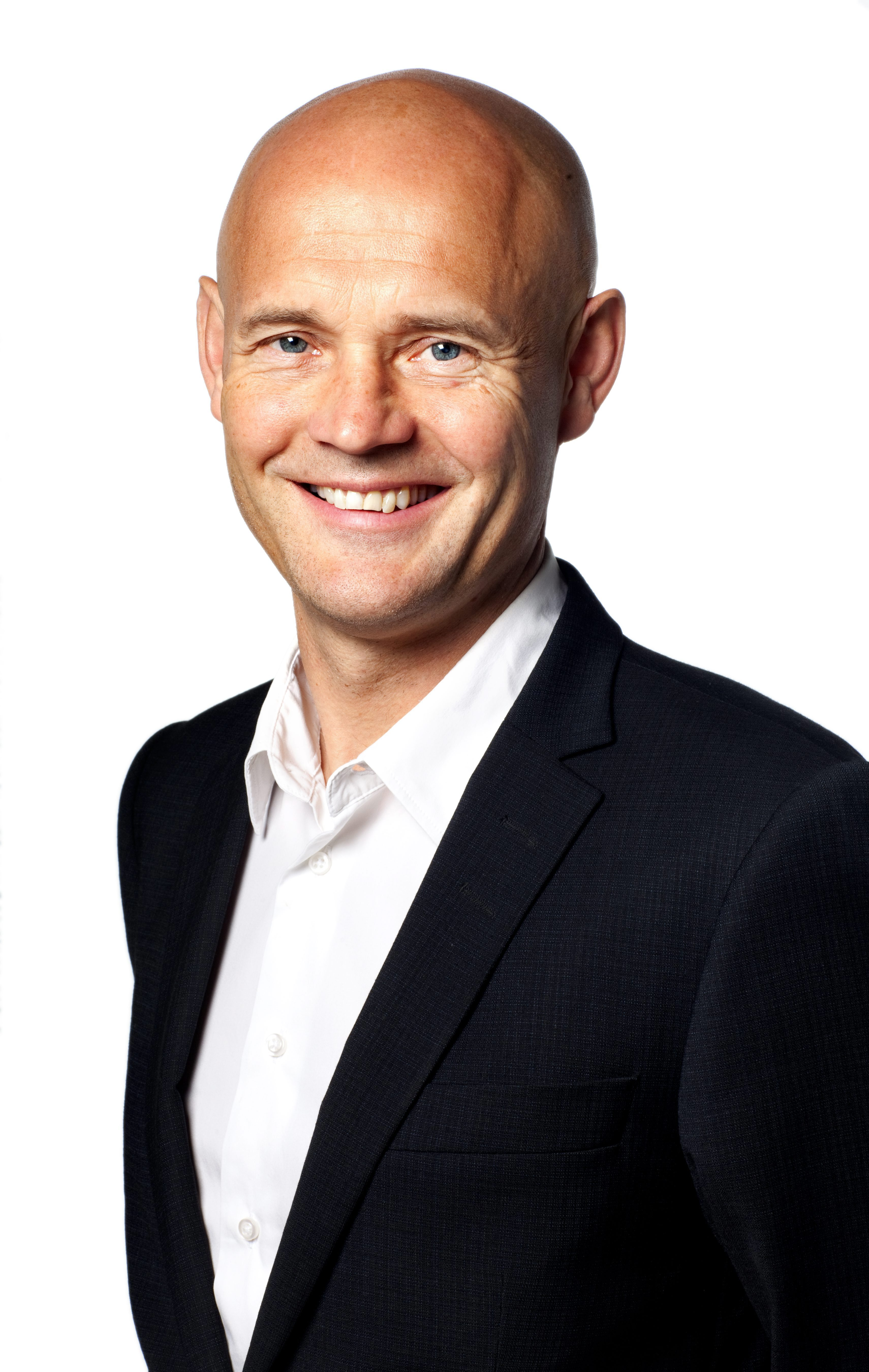
Lars Dahmén

Karl Lars Anders Dahmén, född 22 februari 1962 i Linköping är en svensk chefredaktör och tidningsdirektör.

## Karriär
Lars Dahmén har civilingenjörsexamen från  Linköpings universitet (teknisk fysik och elektroteknik) samt en master of science i Telecom Technology från Aston University i Birmingham England.
Dahmén har tidigare varit chefredaktör för Computer Sweden (1989–2006) och flera andra IDG-tidningar. 1994 skrev Lars Dahmén tillsammans med Bertil Myhr boken Så får du bättre presskontakter. År 2005 utsågs han till vd för IDG Sverige där han var kvar fram till 2011.
I september 2011 tillträdde Lars Dahmén som VD för Sydsvenskan. Januari 2013 tog Dahmén också över som chefredaktör på tidningen efter Daniel Sandström. I juni 2013 blev han också chefredaktör för City Malmö och City Lund, tidningar som ägs av Sydsvenskan.  
Sommaren 2014 köpte Sydsvenskan Helsingborgs Dagblad och Dahmén blev VD och ansvarig utgivare för det sammanslagna företaget HD-Sydsvenskan. Pia Rehnquist ersatte honom då som chefredaktör för Sydsvenskan.  
Dahmén började i augusti 2015 som VD för Bonnier Tidskrifter, som 2017 bytte namn till Bonnier Magazines & Brands (BMB). I februari 2016 tog sedan Dahmén även över som ansvarig för affärsområdet Magazines inom Bonnier. Affärsområdet omsätter ca 4 miljarder sek (2015) och där ingår utöver Bonnier Tidskrifter även Bonnier Corporation (USA) och Bonnier Publications (Danmark).
BMB slogs i början av 2019 ihop med Bonnier News varefter Dahmén inte längre var vd där. Han var dock fortsatt ansvarig för Bonniers internationella magasinsverksamhet i USA och Danmark.
Efter att ha lämnat Bonnier startade Dahmén i början av 2020 konsultföretaget HiGear Transformation.